# Mynonebra opaca
Mynonebra opaca là một loài bọ cánh cứng trong họ Cerambycidae.